# Ativismo de hashtag

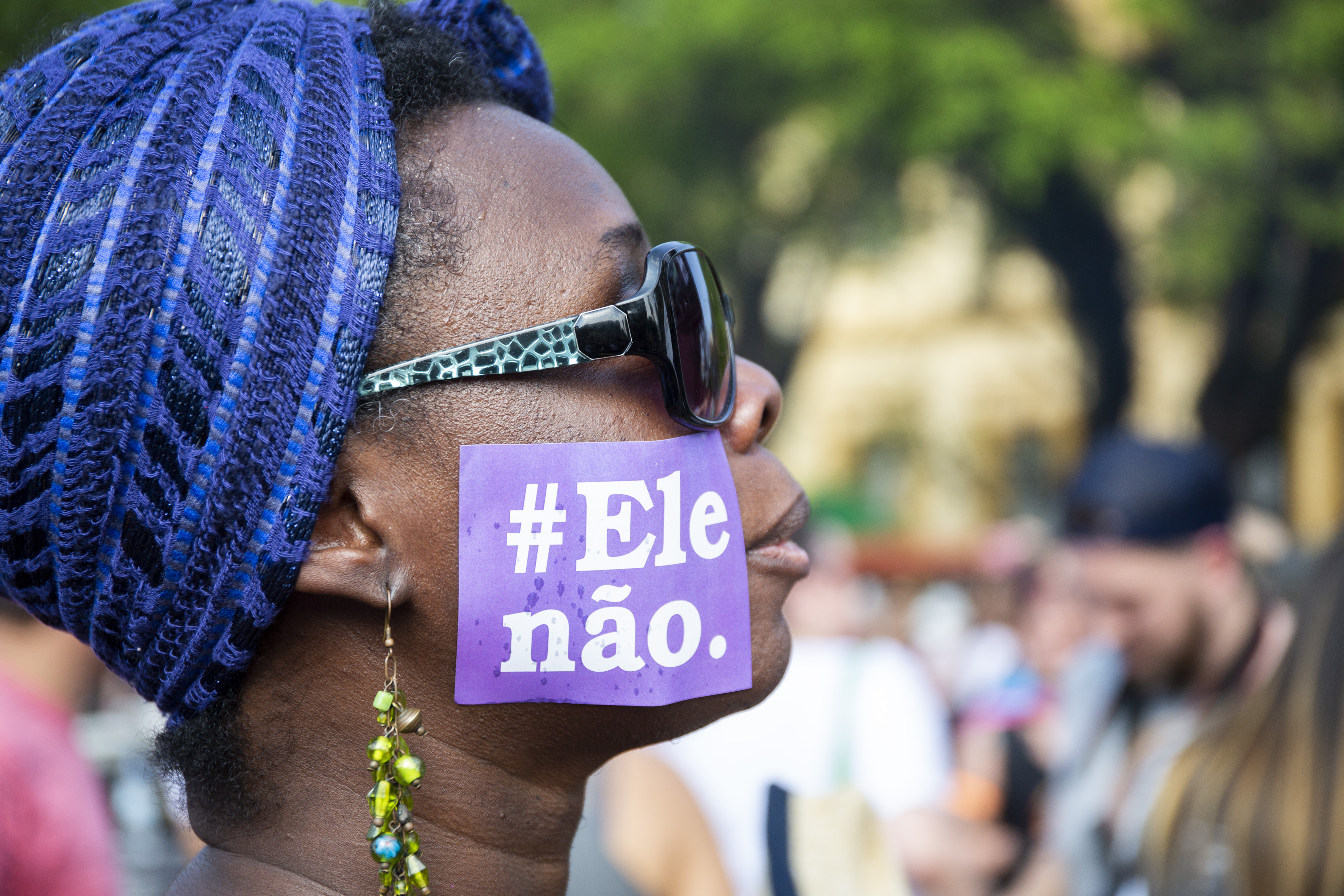
Mulher portando o adesivo com o uso da hashtag #EleNão, durante manifestação contra o candidato à presidência Jair Bolsonaro, em 2018

O ativismo de Hashtag (#) é um termo cunhado por veículos de mídia que se refere ao uso do Twitter ou outras redes sociais para ciberativismo.
O termo também pode ser usado para se referir ao ato de mostrar o apoio para uma causa através de uma curtida/gostei, de compartilhamento etc, em qualquer plataforma de mídia social, como Facebook, Instagram ou Twitter. O ponto principal do ativismo de hashtag (#) é a partilha de certos assuntos com seus amigos e seguidores, na esperança de que eles também compartilhem as mesmas informações. 

## Recepção
O conceito tem recebido apoio, como o fato de alguns defensores argumentarem que a utilização da mídia social para o ativismo é uma boa ideia, pois ele permite se conectar com pessoas de todo o mundo em um curto espaço de tempo. Os críticos, por outro lado, afirmam que o ativismo de hashtag (#) pode ser utilizado facilmente para manipular pessoas, promover ideias equivocadas ou até mesmo preconceituosas.[carece de fontes?]